# Lathyrus krylovii
Lathyrus krylovii là một loài thực vật có hoa trong họ Đậu. Loài này được Serg. miêu tả khoa học đầu tiên.